# Tomás Cuello
Tomás Esteban Cuello (San Miguel de Tucumán, 5 marzo 2000) è un calciatore argentino, centrocampista dell'Atlético Mineiro.

## Caratteristiche tecniche
È un esterno sinistro.

## Carriera
Cresciuto nelle giovanili dell'Atl. Tucumán, ha esordito in prima squadra il 16 aprile 2017 in occasione del match vinto 1-0 contro il San Lorenzo.

## Statistiche

### Presenze e reti nei club
Statistiche aggiornate al 13 marzo 2018.
| Stagione             | Squadra              | Campionato           | Campionato | Campionato | Coppe nazionali | Coppe nazionali | Coppe nazionali | Coppe continentali | Coppe continentali | Coppe continentali | Altre coppe | Altre coppe | Altre coppe | Totale | Totale | Totale |
| Stagione             | Squadra              | Comp                 | Pres       | Reti       | Comp            | Pres            | Reti            | Comp               | Pres               | Reti               | Comp        | Pres        | Reti        | Pres   | Reti   |        |
| -------------------- | -------------------- | -------------------- | ---------- | ---------- | --------------- | --------------- | --------------- | ------------------ | ------------------ | ------------------ | ----------- | ----------- | ----------- | ------ | ------ | ------ |
| 2016-2017            | Atl. Tucumán         | PD                   | 4          | 0          | CA              | 0               | 0               | CL+CS              | 1+2                | 0                  |             | -           | -           | 7      | 0      |        |
| 2017-2018            | Atl. Tucumán         | PD                   | 1          | 0          | CA              | 2               | 0               | CL                 | 0                  | 0                  |             | -           | -           | 3      | 0      |        |
| 2018-2019            | Atl. Tucumán         | PD                   | 4          | 0          | CA+CS           | 1+0             | 0               | -                  | -                  | -                  |             | -           | -           | 5      | 0      |        |
| 2019-2020            | Atl. Tucumán         | PD                   | 5          | 0          | CA              | 0               | 0               | CL                 | 0                  | 0                  |             | -           | -           | 5      | 0      |        |
| Totale Atl. Tucumán  | Totale Atl. Tucumán  | Totale Atl. Tucumán  | 14         | 0          |                 | 3               | 0               |                    | 3                  | 0                  |             | -           | -           | 20     | 0      |        |
| 2020                 | RB Bragantino        | A1/SP+A              | 0+18       | 0          | CB              | 2               | 0               | -                  | -                  | -                  |             | -           | -           | 20     | 0      |        |
| 2021                 | RB Bragantino        | A1/SP+A              | 11+30      | 3+0        | CB              | 3               | 1               | CS                 | 13                 | 3                  |             | -           | -           | 57     | 7      |        |
| Totale RB Bragantino | Totale RB Bragantino | Totale RB Bragantino | 59         | 3          |                 | 5               | 1               |                    | 13                 | 3                  |             | -           | -           | 77     | 7      |        |
| 2022                 | Athl. Paranaense     | A1/PR+A              | 0+31       | 2          | CB              | 6               | 0               | CL                 | 10                 | 1                  |             | -           | -           | 47     | 3      |        |
| 2023                 | Athl. Paranaense     | A1/PR+A              | 14+2       | 2+0        | CB              | 2               | 0               | CL                 | 3                  | 0                  |             | -           | -           | 21     | 2      |        |
| Totale carriera      | Totale carriera      | Totale carriera      | 120        | 7          |                 | 16              | 1               |                    | 29                 | 4                  |             | -           | -           | 165    | 12     |        |

## Palmarès

### Club

#### Competizioni statali
- Campionato Paranaense: 2

Athl. Paranaense: 2023, 2024
- Campionato mineiro: 1

Atlético Mineiro: 2025